# Dachs III
Das Projekt Dachs III war die geplante Untertageverlagerung einer Raffinerie der Fanto Werke A.G. aus Pardubitz in den Deutschbroder Eisenbahntunnel der unvollendeten Bahnstrecke Brünn–Deutschbrod. Es gehörte zum sogenannten Geilenberg-Programm (Mineralölsicherungsplan), das Zwangsarbeiter zur Erreichung seiner Ziele heranzog; der Eisenbahntunnel erhielt den Decknamen „Star“. 

## Geschichte
In Folge des Zweiten Weltkriegs mussten die Bauarbeiten an der neuen Eisenbahnstrecke Brünn–Deutschbrod 1939 eingestellt werden; auch der Deutschbroder Eisenbahntunnel blieb unvollendet.
Nachdem die United States Army Air Forces seit Mai 1944 mit massiven Bombardierungen der Raffinerien und Hydrieranlagen im Deutschen Reich begonnen hatte, entstand das Geilenberg-Programm, das in einem Mineralölsicherungsplan die Untertage-Verlagerung der kriegswichtigen Hydrierwerke sowie die Entwicklung und den Aufbau von neuen Anlagen zur Treibstoffherstellung vorsah. Am 24. August 1944 wurden auch die auf Protektoratsgebiet gelegenen Betriebsanlagen der Fanto Werke A.G. in Pardubitz und der Vacuum Oil A.G. in Kolín durch Luftangriffe der Fifteenth Air Force schwer beschädigt und außer Betrieb gesetzt.
Ende 1944 begannen die Arbeiten am Projekt Dachs III. Vom Deutschbroder Eisenbahntunnel▼▼ aus wurden zwei unterirdische Räume mit einer Gesamtfläche von 5000 m² ausgehauen, in denen die Raffinerieanlagen untergebracht werden sollten. Auf den Feldern bei Riedelhof wurde ein gemauerter Luftschacht▼ abgeteuft. Zur Entwässerung wurde ein Stollen▼ vorgetrieben, der gegenüber dem Bahnhof Deutschbrod unterhalb des Spitalhofes in die Šlapanka einmündete.
Da die Anlagen der Fanto Werke in Pardubitz durch den zweiten Bombenangriff vom 28. Dezember 1944 zu drei Vierteln dem Erdboden gleichgemacht worden waren und der Zeitpunkt der Fertigstellung der U-Verlagerung noch nicht absehbar war, entstanden vor dem Nordportal des Tunnels an der Sázava bei Termeshof zwei oberirdische Raffinerieanlagen▼▼.
Zum Ende des Zweiten Weltkrieges wurden die Arbeiten am Projekt Dachs III abgebrochen; die Anlage blieb unvollendet und nahm nie den Betrieb auf. 
Der 623 m lange Havlíčkobrodský tunel (Deutschbroder Eisenbahntunnel) wurde 1953 fertiggestellt; im selben Jahr erfolgte auch die Inbetriebnahme der Bahnstrecke Brno–Havlíčkův Brod. 
Von der Anlage Dachs III sind noch Reste der beiden oberirdischen Raffinerien, der abgedeckte Luftschacht sowie der Entwässerungsstollen sichtbar. Erhalten sind auch die beiden unterirdischen Raffinerieräume, zu denen Abzweige aus dem Tunnel führen; zugänglich sind sie wegen des Bahnverkehrs auf der Hauptbahnstrecke jedoch nicht.